# Intonație
În prozodie, termenul intonație are mai multe accepțiuni. Unele din acestea diferă prin natura segmentului din fluxul vorbirii la care se referă. În sens larg privește nivelul înălțimii sunetului sau variația acesteia în nucleul silabei, având o funcție semantică la nivelul cuvântului, precum și variația înălțimii sunetelor la nivelul segmentelor mai mari decât cuvântul, adică sintagma, propoziția și fraza. În sens restrâns, termenul „intonație” este folosit numai referitor la segmente mai mari decât cuvântul. Cei care îl folosesc în sensul restrâns numesc „ton” variația înălțimii sunetului nucleu al silabei, în legătură cu limbile numite tonale, în care tonurile au un rol important în exprimarea sensurilor lexicale și gramaticale ale cuvintelor.
Termenul „intonație” în sens restrâns are la rândul său mai multe definiții, în funcție de ceea ce se consideră a fi componentele intonației.

## Componentele intonației
După unii autori, intonația este compusă din trei elemente: accentul (deseori însoțit de o creștere a intensității sunetului), înălțimea sunetelor și pauza dintre unitățile lingvistice.
În opinia lui Čirgić 2010, parametrii intonației sunt melodia propoziției/frazei, accentul cel mai puternic din propoziție, care cade pe un cuvânt din rema acesteia, și pauza.
Pentru alți autori, de exemplu Barić 1997, intonația este linia melodică a propoziției/frazei, accentul în sensul din definiția precedentă și pauza fiind considerate elemente prozodice aparte. Toate aceste trei elemente îndeplinesc împreună funcții pragmatice și sintactice pentru exprimarea unor sensuri care nu ar putea fi exprimate fără ele, sau care participă la exprimarea lor împreună cu mijloace gramaticale.
Melodia, termen preluat din muzică, adică intonația în sensul din definiția precedentă, este linia dată de variația înălțimii sunetelor din sintagmă, propoziție sau frază. Unii autori precizează componentele intonației considerate în acest sens, care ar fi după unii în număr de trei, după alții de patru.
Nivelul de înălțime a sunetului este dat în primul rând de frecvența vibrației coardelor vocale, dar și de tensiunea lor, care depinde de faptul dacă sunetul este accentuat sau nu. Cu cât frecvența vibrațiilor este mai mare și cu cât accentul este mai puternic, cu atât sunetul este mai înalt. Se disting, după unii autori, trei niveluri: grav, mediu și înalt. Alți autori adaugă un al patrulea nivel, acut (cel mai înalt). Nivelul depinde și de factori individuali. În general, la bărbați este mai grav, la femei și copii este mai înalt. Alt factor individual este firea individului: la oamenii serioși, nivelul este mai grav decât la cei veseli.
Intervalul dintre sunete este diferența de înălțime dintre ele. Poate fi foarte larg (peste 60%), larg (40-60%), mediu (20-40%), îngust (10-20%) sau foarte îngust (sub 10%). Intervalurile pot fi influențate de starea sufletească a individului: o stare de vioiciune implică intervaluri mai mari decât una mohorâtă, care dă intonației un caracter monoton.
Direcția intonației se realizează la fiecare nivel de înălțime. Din punctul de vedere al direcției sale, sunt trei tipuri principale de intonație: ascendentă, descendentă și uniformă. Rezultă și două tipuri secundare din faptul că primele două pot fi brusc ascendentă, respectiv brusc descendentă. Direcțiile bruște sunt asociate cu un interval mai mare, iar cele obișnuite cu unul mai mic. Există și direcții compuse: ascendentă-descendentă, descendentă-ascendentă, ascendentă-uniformă-descendentă etc., inclusiv cu variantele lor bruște.
Unii autori mai adaugă o a patra componentă, curba melodică a intonației, care poate fi concavă sau convexă.

## Funcțiile intonației
Intonația are funcții pragmatice (numite și comunicative) și sintactice, iar aceeași funcție poate fi realizată cu trăsături ale intonației diferite de la o limbă la alta.

### Funcții pragmatice
Referitor la limba franceză, de exemplu, pe baza dialogului de mai jos,
| – Si ces œufs étaient frais, j’en prendrais. Qui les vend ? C’est bien toi, ma jolie ? – Évidemment, Monsieur ! – Allons donc ! Prouve-le-moi ! | – Dacă ouăle astea ar fi proaspete, aș lua. Cine le vinde? Tu, drăguță? – Evident, domnule! – Nu mai spune! Dovedește-mi! |

Pierre Delattre distinge zece intonații de bază (Nivelurile sunt notate cu 1, 2, 3 și 4, dar nu sunt redate curbele melodice.):
| 4 |        |      |
| 3 |        | œufs |
| 2 | Si ces |      |
| 1 |        |      |

| 4 |   |        | frais, |
| 3 |   | taient |        |
| 2 | é |        |        |
| 1 |   |        |        |

| 4 |           |        |
| 3 |           |        |
| 2 | j’en pren |        |
| 1 |           | drais. |

| 4 | Qui |     |        |
| 3 |     |     |        |
| 2 |     | les |        |
| 1 |     |     | vend ? |

| 4 |       |      | toi, |
| 3 |       | bien |      |
| 2 | C’est |      |      |
| 1 |       |      |      |

| 4 | ma jolie ? |
| 3 |            |
| 2 |            |
| 1 |            |

| 4 |   |    | demment, |
| 3 |   | vi |          |
| 2 | É |    |          |
| 1 |   |    |          |

| 4 |            |
| 3 |            |
| 2 |            |
| 1 | Monsieur ! |

| 4 | A |       |        |
| 3 |   | llons |        |
| 2 |   |       |        |
| 1 |   |       | donc ! |

| 4 | Prouve- |     |       |
| 3 |         |     |       |
| 2 |         | le- |       |
| 1 |         |     | moi ! |

În primul rând, intonația distinge tipurile de propoziții considerate în sine: după scopul comunicării pe cele enunțiative de cele interogative, iar după afectivitate, adică după atitudinea vorbitorului față de ceea ce exprimă, pe cele exclamative de cele neexclamative. Tipurile de intonație care le exprimă sunt considerate fundamentale. De exemplu, în franceză, acestea sunt, din punctul de vedere al direcției, următoarele:
- enunțiativă – ascendentă într-o propoziție scurtă (nr. 3, numită de Delattre „finalitate”);
- interogativă – ascendentă într-o întrebare totală (la care se răspunde prin „da” sau „nu”) (nr. 5);
- exclamativă, inclusiv imperativă – brusc descendentă (nr. 9 și nr. 10).

Interogația exprimată și cu alt mijloc are altă intonație decât tipul fundamental, fiind descendentă: fr  Viens-tu avec moi ? (cu topica predicat–pronume personal subiect) sau Est-ce que tu viens avec moi ? (cu formulă interogativă).
În altă limbă, maghiara, propoziția enunțiativă are intonație ușor descendentă: A színházban voltál „Ai fost al teatru”. Propoziția interogativă totală are intonații diferite după cum conține sau nu o particulă interogativă. Cea cu particulă are intonație tot descendentă: Vajon a színházban voltál?, Voltál-e a színházban? „Oare ai fost la teatru?” Cea fără particulă are intonație ascendentă-brusc descendentă: A színházban voltál? „Ai fost la teatru?”
În limbile din diasistemul slav de centru-sud:
- Propoziția și fraza enunțiativă au intonație ascendentă-descendentă: Ivan će doći „Ivan va veni”, Ivan će doći kad bude imao vremena „Ivan va veni când va avea timp”.
- Propoziția și fraza interogativă fără cuvânt interogativ au intonație ascendentă: Ivan će doći? „Ivan va veni?”, Ivan će doći kad bude imao vremena? „Ivan va veni când va avea timp?”
- Propoziția și fraza interogativă cu cuvânt interogativ au intonație descendentă: Ko će doći? „Cine va veni?”, Ko će doći kad bude imao vremena? „Cine va veni când va avea timp?”
- Propoziția și fraza exclamativă au tot intonație descendentă: Ivan će doći! „Ivan va veni!”, Ivan će doći kad bude imao vremena! „Ivan va veni când va avea timp!”

Tot din punct de vedere pragmatic, intonația exprimă diverse sentimente: mânie, indignare, mirare, bucurie, rugăminte etc. (vezi mai sus propoziția nr. 9).
Prin intonație se poate de asemenea sugera ceva ce nu se exprimă direct. De exemplu, o propoziție imperativă ca fr  Viens avec moi „Vino cu mine”, poate fi făcută cu ajutorul intonației să fie în mod neutru imperativă, rugătoare, în mod amenințător imperativă etc. O propoziție interogativă precum Tu n’as pas acheté de chocolat ? „N-ai cumpărat ciocolată?” poate fi neutră sau să exprime și mirare sau decepție, în funcție de anumite trăsături ale intonației. Și o propoziție enunțiativă, cum este Je n’ai pas encore terminé „Încă n-am terminat” poate implica prin intonație: „Lăsați-mă să vorbesc”, „Din păcate n-am reușit să termin”, „Crezi că e ușor?”, „Mă tem că mai am mult de lucru”, „E mai greu decât credeam”, „Durează cât durează, așteptați!” etc.

### Funcții sintactice
Funcțiile sintactice ale intonației se manifestă la nivelul sintagmei, al propoziției și al frazei, împreună cu accentuarea și cu pauza.

#### În sintagmă și în propoziție
În maghiară, cu intonația și pauza sau lipsa acesteia, se exprimă care anume substantiv din propoziție este determinat de un atribut adjectival, dat fiind că în maghiară acesta nu se acordă cu substantivul:
- a hatalmas Budapesten található könyvtárak (cu intonație descendentă fără pauză) „bibliotecile care se află în enorma Budapestă” (hatalmas este atributul lui Budapesten) vs.
- a hatalmas, Budapesten található könyvtárak (intonație ascendentă – pauză după hatalmas – descendentă) „bibliotecile enorme care se află la Budapesta” (hatalmas este atributul lui könyvtárak).

În propoziție, când o parte a acesteia este adusă la începutul ei pentru a fi scoasă în evidență, nivelurile din această parte sunt mai înalte decât cele din restul propoziției: fr  Il est pas mal, ce film „Nu e rău filmul ăsta”.
Intonația împreună cu pauza înlocuiește uneori verbul copulativ al predicatului nominal: Vorba lungă, sărăcia omului.
Intonația împreună cu accentuarea disting uneori subiectul de complementul direct: Își ajută părinții (S) copiii (CD) (intonație ascendentă–descendentă cu accentul cel mai puternic, deci nivelul maxim al intonației pe ajută) vs. Își ajută părinții (CD) copiii (S) (intonație ascendentă–descendentă cu accentul cel mai puternic pe părinții).
În maghiară, în exemplele de mai jos, intonația contribuie la a deosebi subiectul de atributul nemarcat prin sufix, ce exprimă posesorul:
- A Népszabadság kulturális mellékletében közli, hogy… (intonație ascendentă – pauză după A Népszabadság – descendentă) „Ziarul Népszabadság, în suplimentul său cultural, anunță că…” (A Népszabadság este subiectul) vs.
- A Népszabadság kulturális mellékletében olvashatjuk, hogy… (intonație descendentă fără pauză) „În suplimentul cultural al ziarului Népszabadság putem citi că…” (A Népszabadság este atribut).

Intonația contribuie, de asemenea, la delimitarea unităților sintactice, indicând printr-un nivel mai înalt că propoziția va continua (nr. 1 și nr. 2 la Delattre). Același lucru se întâmplă și după fiecare element al unei enumerări, cu excepția ultimului: fr  Pour faire une vinaigrette, il suffit de peu de choses : huile, vinaigre, sel, poivre „Pentru a face o vinegretă, sunt suficiente puține lucruri: ulei, oțet, sare, piper”.

#### În frază
Funcția precedentă este îndeplinită și în frază: fr  La semaine dernière, j’étais à Bruxelles, j’ai donné des cours, j’ai vu des collègues et bu de bonnes bières „Săptămâna trecută am fost la Bruxelles: am predat cursuri, m-am întâlnit cu colegi și am băut beri bune”.
Intonația și pauza exprimă uneori coordonarea sau subordonarea între propoziții juxtapuse, fără a se putea preciza despre ce raport este vorba. Astfel, fr  Cet homme est habile, il réussira „Omul acesta este abil, va reuși” poate însemna Cet homme est habile, aussi réussira-t-il „Omul acesta este abil, de aceea va reuși”, Cet homme est habile et il réussira „Omul acesta este abil și va reuși”, Cet homme réussira parce qu’il est habile „Omul acesta va reuși, pentru că este abil”.
Tot intonația, accentul și pauza delimitează propoziția regentă de subordonata atributivă sau circumstanțială intercalată în regentă, prin nivelul sonor mai înalt al ultimului cuvânt al primului fragment al regentei și al ultimului cuvânt al subordonatei: fr  La Finlande, où il y a beaucoup de lacs, est un pays idéal pour la pêche „Finlanda, unde sunt multe lacuri, este o țară ideală pentru pescuit”.
Într-o frază cu propoziții având subiect comun, intonația și pauza arată în care dintre propoziții este subiectul: Când a venit mama, s-a bucurat de ce a văzut vs. Când a venit, mama s-a bucurat de ce a văzut.
Intonația poate deosebi sensurile unei fraze prin aceea că provoacă sau nu o ruptură (pauză) între regentă și subordonată: fr  Il n’est pas parti parce qu’il avait peur (intonație ascendentă cu nivelul maxim la pas, apoi descendentă până la sfârșitul frazei, fără pauză) „N-a plecat pentru că i-a fost frică” vs. Il n’est pas parti, parce qu’il avait peur (intonație ascendentă – pauză după parti – descendentă) „N-a plecat, pentru că i-a fost frică”.